# Francis De Wolff
Pour les articles homonymes, voir De Wolff et Wolff.
Francis De Wolff (parfois crédité Francis de Wolff) est un acteur britannique, né Francis Marie De Wolff le 7 janvier 1913 dans l'Essex (Angleterre), mort le 18 avril 1984 dans le Sussex (Angleterre).

## Biographie
Au cinéma, Francis De Wolff a contribué à cinquante-cinq films (majoritairement britanniques, plus des films étrangers ou co-productions), les trois premiers sortis en 1935. Le dernier est Les Trois Mousquetaires de Richard Lester (avec Michael York et Faye Dunaway), sorti en 1973.
Entretemps, mentionnons Les Amants du Capricorne d'Alfred Hitchcock (1949, avec Ingrid Bergman et Joseph Cotten), Maria Chapdelaine de Marc Allégret (1950, avec Michèle Morgan et Françoise Rosay), Ivanhoé de Richard Thorpe (1952, avec Robert Taylor et Elizabeth Taylor), Moby Dick de John Huston (1956, avec Gregory Peck et Richard Basehart), Le Chien des Baskerville de Terence Fisher (1959, avec Peter Cushing et André Morell), ou encore Bons baisers de Russie de Terence Young (1963, avec Sean Connery et Robert Shaw).
À la télévision, il apparaît pour la première fois dans un téléfilm diffusé en 1951. Suivent deux autres téléfilms (1964-1970) et trente-huit séries, dont Ici Interpol (deux épisodes, 1959-1960), Doctor Who (deux épisodes, 1964-1965) et Le Saint (un épisode, 1968). Sa dernière prestation au petit écran est dans la mini-série Jésus de Nazareth de Franco Zeffirelli (avec Robert Powell et Olivia Hussey), diffusée en 1977.
Francis De Wolff joue également au théâtre en début de carrière et, par la suite, participe à des pièces radiodiffusées. En outre, un de ses rôles notables sur les ondes est celui de Smaug, dans la série radiophonique The Hobbit, diffusée en 1968.

## Filmographie partielle

### Cinéma
- 1935 : Ten Minute Alibi de Bernard Vorhaus : rôle non-spécifié
- 1937 : L'Invincible Armada (Fire Over England) de William K. Howard : Sir James Tarleton
- 1949 : Les Amants du Capricorne (Under Capricorn) d'Alfred Hitchcock : Major Wilkins
- 1950 : L'Île au trésor (Treasure Island) de Byron Haskin : Black Dog
- 1950 : Maria Chapdelaine de Marc Allégret : Papa Surprenant
- 1951 : Scrooge de Brian Desmond Hurst : L'esprit du Noël présent
- 1952 : Moulin Rouge de John Huston : Victor
- 1952 : Ivanhoé (Ivanhoe) de Richard Thorpe : Front De Bœuf
- 1953 : Les Kidnappeurs (The Kidnappers) de Philip Leacock : Jan Hooft Sr.
- 1953 : Le Vagabond des mers (The Master of Ballantrae) de William Keighley : Matthew Bull
- 1954 : Enquête spéciale (The Diamond) de Dennis O'Keefe et Montgomery Tully : Yeo
- 1954 : Moana, fille des tropiques (The Seekers) de Ken Annakin : Capitaine Bryce
- 1955 : Rhapsodie royale (King's Rhapsody) d'Herbert Wilcox : Le premier ministre
- 1955 : Geordie de Frank Launder : Samson
- 1956 : Moby Dick de John Huston : Capitaine Gardiner
- 1956 : Odongo de John Gilling : George Watford
- 1957 : Sous le plus petit chapiteau du monde (The Smallest Show on Earth) de Basil Dearden : Albert Hardcastle
- 1957 : Sainte Jeanne (Saint Joan) d'Otto Preminger : La Tremouille
- 1958 : Corridors of Blood de Robert Day : Black Ben
- 1958 : Les Racines du ciel (The Roots of Heaven) de John Huston : Le père Farque
- 1958 : Requins de haute mer (Sea Fury) de Cy Endfield : Mulder
- 1959 : Le Chien des Baskerville (The Hound of the Baskervilles) de Terence Fisher : Dr Richard Mortimer
- 1959 : Tommy the Toreador de John Paddy Carstairs : Le propriétaire de l'hôtel
- 1959 : L'Homme qui trompait la mort (The Man Who Could Cheat Death) de Terence Fisher : L'inspecteur Legris
- 1960 : Les Dents du diable (The Savage Innocents) de Nicholas Ray : Le propriétaire du comptoir de commerce
- 1961 : Les Deux Visages du Docteur Jekyll (The Two Faces of Dr. Jekyll) de Terence Fisher : L'inspecteur
- 1961 : La Nuit du loup-garou (The Curse of the Werewolf) de Terence Fisher : Le client barbu
- 1962 : Copacabana Palace de Steno : rôle non-spécifié
- 1963 : Siege of the Saxons de Nathan Juran : Le forgeron
- 1963 : Bons Baisers de Russie (From Russia with Love) de Terence Young : Vavra
- 1963 : The World Ten Times Over de Wolf Rilla : Shelbourne
- 1964 : Le Spectre maudit (The Black Torment) de Robert Hartford-Davis : Black John
- 1964 : La Poupée diabolique (Devil Doll) de Lindsay Shonteff : docteur Keisling
- 1964 : Arrête ton char Cléo (Carry on Cleo) de Gerald Thomas
- 1964 : Les Trois Vies de Thomasina (The Three Lives of Thomasina) de Don Chaffey : Targu
- 1966 : La Fantastique Histoire vraie d'Eddie Chapman (Triple Cross) de Terence Young : Un colonel-général allemand
- 1967 : Fantômes à l'italienne (Questi fantasmi) de Renato Castellani : L'écossais
- 1968 : L'Homme de Kiev (The Fixer) de John Frankenheimer : Warden
- 1969 : Davey des grands chemins (Sinful Davey) de John Huston : Andrew
- 1972 : Les Contes de Canterbury (I racconti di Canterbury) de Pier Paolo Pasolini : Le père de la mariée
- 1973 : Les Trois Mousquetaires (The Three Musketeers) de Richard Lester : Le capitaine de marine

### Séries télévisées
- 1957 : Robin des Bois
  - Saison 3, épisode 6 Brother Battle de Robert Day : Frère Wootan
- 1959-1960 : Ici Interpol (Interpol Calling)
  - Saison 1, épisode 5 The Long Weekend (1959) : Capitaine Gallard
  - Saison 2, épisode 3 Slow Boat to Amsterdam (1960) : Capitaine Blink
- 1960 : Détective international (International Detective)
  - Saison 1, épisode 23 The Santino Case : Le général
- 1961 : Chapeau melon et bottes de cuir, première série (The Avengers)
  - Saison 1, épisode 21 The Far Distant Dead : Hercule Zeebrugge
- 1965 : Destination Danger (Danger Man)
  - Saison 2, épisode 18 Obsession (The Ubiquitous Mr. Lovegrove) de Don Chaffey : Paul Alexander
- 1964-1965 : Doctor Who, première série
  - Saison 1, épisode 5 The Keys of Marinus (1964), partie 4 The Snows of Terror de John Gorrie : Vasor
  - Saison 3, épisode 3 The Myth Makers (1965), partie 1 Temple of Secrets, partie 2 Small Prophet, Quick Return et partie 3 Death of a Spy : Agamemnon
- 1968 : Le Saint (The Saint)
  - Saison 6, épisode 2 Le Noyé (The Best Laid Schemes) de John Llewellyn Moxey : Capitaine Flemming
- 1974 : La Vie secrète d'Edgar Briggs (The Top Secret Life of Edgar Briggs)
  - Saison unique, épisode 8 The Traitor : Chulmek
- 1977 : Jésus de Nazareth (Jesus of Nazareth), mini-série de Franco Zefirelli : Simon le Pharisien

## Théâtre (sélection)
- 1936 : Someone at the Door de Dorothy et Campbell Christie (Londres)
- 1939-1940 : Nap Hand de Vernon Sylvaine (Londres)

## Radio (sélection)
- 1947 : Henry VI de William Shakespeare, extraits
- 1968 : The Hobbit, série : Smaug
- 1971 : Henry VI de William Shakespeare, extraits